# Jenő Uhlyárik
Jenő Uhlyárik, född 15 oktober 1893 i Levoča, död 23 april 1974 i Budapest, var en ungersk fäktare.
Uhlyárik blev olympisk silvermedaljör i sabel vid sommarspelen 1924 i Paris.